# ワールド・クリケット・チャンピオンシップ (ダーツ)
ワールド・クリケット・チャンピオンシップ (World Cricket Championship) は、プロフェッショナル・ダーツ・コーポレイション (PDC) が開催する、ダーツのトーナメントである。
2010年から始まったこのトーナメントは、2009年まで行われていたラスベガス・デザート・クラシックを置き換えたニュー・トロピカーナ・ワールド・シリーズ・オヴ・ダーツ・フェスティヴァル (The New Tropicana World Series of Darts Festival) を構成するトーナメントの1つでもあり、アメリカ合衆国のネヴァダ州ラスベガスにあるトロピカーナ・ラスベガスで行われている。
なお、野球に似たスポーツのクリケットでは、全く同じ名前の世界大会は存在せず、同じような名前では、World Championship of Cricketという大会がある。

## PDC オーダー・オヴ・メリットと賞金
このトーナメントの賞金は、PDC オーダー・オヴ・メリットに反映されない。
賞金は、以下の通りとなっている。
| 年   | 優勝   | 準優勝 | 準決勝 | 準々決勝 | ラスト 16 | ラスト 32 | ラスト 64 | ラスト 128 | Prelim Rd | 賞金総額 |
| ---- | ------ | ------ | ------ | -------- | --------- | --------- | --------- | ---------- | --------- | -------- |
| 2010 | £4,000 | £2,000 | £900   | £450     | £225      | £125      | £50       | £0         | £0        | £15,000  |

2010年の賞金総額は、数多のPDC ProTourに属するトーナメントよりも少ない。
しかし、WDF/BDOの4番目に賞金額が多いトーナメントであるダッチ・オープンのメンズ・トーナメントの賞金総額を上回る。
2010年における他のトーナメントとの比較は、次の通りである。
| 年   | 団体 | 大会                                      | 賞金総額 | 優勝    | 準優勝 | 準決勝 | 準々決勝 | ラスト 16 | ラスト 32 (*24) | ラスト 64 | ラスト 128 | Prelim Rd | ハイエスト・ チェクアウト | 9ダーター |
| ---- | ---- | ----------------------------------------- | -------- | ------- | ------ | ------ | -------- | --------- | --------------- | --------- | ---------- | --------- | ------------------------- | --------- |
| 2010 | PDC  | ワールド・クリケット・チャンピオンシップ  | £15,000  | £4,000  | £2,000 | £900   | £450     | £225      | £125            | £50       | £0         | £0        | -                         | -         |
| 2010 | PDC  | PDC ProTour (イギリス / ヨーロッパ)       | £31,600  | £6,000  | £3,000 | £1,500 | £1,000   | £500      | £300            | £200      | -          | -         | 不明                      | (£400)    |
| 2010 | PDC  | PDC ProTour (イギリス / ヨーロッパ以外)   | £22,000  | £5,000  | £2,500 | £1,250 | £700     | £300      | £200            | £100      | -          | -         | 不明                      | (£400)    |
| 2010 | PDC  | アンダー21・ワールド・チャンピオンシップ  | £30,000  | £10,000 | £5,000 | £2,500 | £1,250   | £625      | £0              | £0        | -          | £0        | 不明                      | -         |
| 2010 | PDC  | ウィメンズ・ワールド・チャンピオンシップ  | £30,000  | £10,000 | £5,000 | £2,500 | £1,250   | £625      | £0              | -         | -          | -         | 不明                      | -         |
| 2010 | WDF  | ダッチ・グランド・マスターズ (メンズ)     | €33,500  | €5,000  | €2,500 | €2,000 | €1,500   | *€1,000   | *€1,000         | -         | -          | -         | 不明                      | -         |
| 2010 | WDF  | ダッチ・グランド・マスターズ (ウィメンズ) | €6,100   | €1,750  | €1,250 | €750   | €400     | -         | -               | -         | -          | -         | 不明                      | -         |
| 2010 | WDF  | ダッチ・オープン (メンズ)                 | €16,450  | €4,500  | €2,250 | €1,250 | €500     | €250      | €100            | €50       | -          | -         | 不明                      | -         |

## 日程・会場・放送など
日程、会場、タイトル・スポンサー、テレビ放送などの情報は、以下の通りである。
| 年   | 開催日    | 開催地     | 会場                | スポンサー | 使用ボード          | テレビ放送 |
| ---- | --------- | ---------- | ------------------- | ---------- | ------------------- | ---------- |
| 2010 | 6/26 (月) | ラスベガス | Tropicana Las Vegas | -          | unicorn ECLIPSE PRO | -          |

## 形式
ワールド・クリケット・チャンピオンシップの最大の特徴は、クリケット形式で行われることである。

### 出場資格
イギリス人は、プロフェッショナル・ダーツ・プレイヤーズ・アソシエイション (PDPA) のメンバーでないと参加できないが、それ以外は参加費さえ払えば、誰でも参加できる。
なお、参加費は、
- ワールド・クリケット・チャンピオンシップ
- USオープン・プレイヤーズ・チャンピオンシップ
- ラスベガス・プレイヤーズ・チャンピオンシップ 1
- ラスベガス・プレイヤーズ・チャンピオンシップ 2

の4つのイヴェントに対して有効であり、この参加費を払った北アメリカのプレイヤーのみ、無料でノース・アメリカン・ダーツ・チャンピオンシップにも参加できる。

### 本戦
全てベスト・オヴ・5・レッグズである。
シード無しの無作為抽選によってトーナメント表が決まるため、PDCの中でもトップを争うプレイヤー達が、トーナメントの早い段階で対戦することもある。
2-2となったら、Throw for Bullが行われ、最終レッグの先行を決定する。

## 結果
このトーナメントの結果は、以下の通りである。

### 決勝戦
| 年   | チャンピオン     | スコア | 準優勝             |
| ---- | ---------------- | ------ | ------------------ |
| 2010 | フィル・テイラー | 3 - 2  | マーク・ウォルシュ |

## 記録
このトーナメントの記録は、以下の通りである。

### 最多優勝
- 1  フィル・テイラー